# FEEL YOUNG
『FEEL YOUNG』（フィール・ヤング）は、祥伝社から発売されているヤング女性向けの漫画雑誌。発売日は毎月8日（日曜日の場合は7日）。略称「フィーヤン」。
先だって発行されていた『FEEL』（現在休刊）の姉妹誌として1989年に創刊。読者は2011年時点で23〜29歳女性が中心であった。レディコミバブルとも呼ばれたブーム終焉後、大手出版社以外の競合誌が休廃刊する中で、それまで青年誌を中心に活躍していた岡崎京子、内田春菊、やまだないと、南Q太らを迎える。少女漫画界で伸び悩んでいた安野モヨコをブレイクさせるなど、質の高い誌面を維持し生き残った。現在では誌名に「ヤング」が含まれる唯一のヤングレディース誌である。また、同誌の単行本レーベル「フィールコミックス」も同時期に刊行。2011年3月号よりコミック誌で初めて紙と電子版の同時販売を開始した。

## 連載作品
※2025年8月号現在
- あさっての皮算用（秀良子）：2019年8月号[4] -
- アヤメくんののんびり肉食日誌（町麻衣）
- うどんの女（えすとえむ）：続編2022年8月号[5] -
- 大川ぶくぶのお日記させていただく。（大川ぶくぶ）
- 溺れる日々はきみのせい（深澤ねじ）：2022年7月号[6] -
- 女の園の星（和山やま）
- かしましめし（おかざき真里）
- からっぽダンスR（阿弥陀しずく）
- カラフルアンチノミー（シバタヒカリ）：2023年12月号[7] -
- 吉祥寺少年歌劇（町田粥）
- きちじつごよみ（岩岡ヒサエ）
- 君がまた描きだす線（加藤羽入）：2023年9月号[8] -
- 桐島学園生徒会執行部（原作：町田粥、作画：渡辺カナ）：2023年6月号[9] -
- ゴールデンラズベリー（持田あき）：2020年8月号[10] - ※隔月連載[11]
- 転がる女と恋の沼（芥文絵）：2020年6月号[12] -
- 後ハッピーマニア（安野モヨコ）
- 木洩れ日のひと（川端志季）：2023年8月号[8] -
- 再生のウズメ（天堂きりん）：2022年3月号[13] -
- 再見の夜明けまで（甘井最鹿）：2024年10月号[14] -
- 脱落令嬢の結婚（麻生みこと）：2025年1月号[15] -
- 中学聖日記（かわかみじゅんこ）
- ネオンフィッシュ（平尾アウリ）：2025年4月号[16] - ※シリーズ連載[17]
- はぐちさん（くらっぺ）
- 発達障害なわたしたち（町田粥）：2022年1月号[18] -
- パリパリ伝説（かわかみじゅんこ）
- 美男と金子（ひうらさとる）：2025年6月号[19] -
- 夫婦サファリ（ジョージ朝倉）※休載中
- ブランチナイン（池辺葵）
- 下山手ドレス別室（西村しのぶ）※エッセイ
- ムサシノ輪舞曲（河内遥）：2020年8月号[20] -
- RUSH（西村しのぶ）
- ややこしい蜜柑たち（雁須磨子）：2020年8月号[10] - ※連載開始時は『タンゴール』[21]
- やわ男とカタ子（長田亜弓）

## 過去の連載作品
- 愛の時間（やまじえびね）
- 味すごろく（堀内三佳）
- あなたのことはそれほど（いくえみ綾）
- &（おかざき真里）
- 違国日記（ヤマシタトモコ）： - 2023年7月号[9]
- いとへん（宇仁田ゆみ）
- うさぎドロップ（宇仁田ゆみ）
- 夫すごろく（堀内三佳）
- おとうさん、いっしょに遊ぼ〜わんぱく日仏ファミリー！〜（じゃんぽ〜る西）： - 2025年7月号[22] ※エッセイ
- 鬼と羽衣（今日マチ子）
- オハナホロホロ（鳥野しの）
- CGH!（小池田マヤ）
- かことみらい（今日マチ子）
- カノジョは今日もかたづかない（加納梨衣）： - 2023年12月号[7]
- 体にまつわるエトセトラ（シモダアサミ）：2023年7月号、2023年12月号 - 2024年6月号
- 今日も渋谷のはじっこで（平尾アウリ）
- 元気でいてね（藤原ハル）：2024年12月号[23] - 2025年6月号[11]
- 午前3時の危険地帯（ねむようこ）
- 午前3時の無法地帯（ねむようこ）
- こちらから入れましょうか？…アレを（松田環）： - 2021年7月号[24]
- こっち向いてよ向井くん（ねむようこ）：2020年7月号[20] - 2024年12月号[23]
- 婚姻届に判を捺しただけですが（有生青春）： - 2022年11月号[25]
- 再婚一直線!（安彦麻理絵）
- サプリ（おかざき真里）
- ジーンブライド（高野ひと深）：2021年7月号[24] - 2024年12月号[23]
- ジェンダーレス男子に愛されています。（ためこう）
- 死化粧師（三原ミツカズ）
- 柴田さんちのエリザベス（野口ともこ）
- しまいもん（イカリン）
- 終電なくなっちゃった（ばったん）：2020年8月号[20] -
- 新・花のあすか組!（高口里純）
- ずっと独身でいるつもり?（原案：雨宮まみ、おかざき真里）
- スプートニク（海野つなみ）：2021年5月号[26] - 2022年5月号[27] ※読み切りからシリーズ連載化[26]
- ソウル・オブ・ロック（ノセクニコ）
- そろえてちょうだい?（いくえみ綾）※エッセイ
- だから私はメイクする（原案：劇団雌猫、シバタヒカリ）：
- たましいのふたご（三原ミツカズ）
- チューネン娘（伊藤理佐）
- 当然してなきゃだめですか？（シモダアサミ）：2020年11月号[28] -
- トラップホール（ねむようこ）
- 夏雪ランデブー（河内遙）
- ハッピー・マニア（安野モヨコ）
- パリパリ伝説（かわかみじゅんこ）
- ピース オブ ケイク（ジョージ朝倉）
- 鼻下長紳士回顧録（安野モヨコ）
- ひばりの朝（ヤマシタトモコ）
- ビューティフル・エブリデイ（志村貴子）： - 2021年6月号[29]
- ファム･フォーミュラ（市川ラク）
- 青の糸赤の三角白い夢（いがわうみこ）
- 平成よっぱらい研究所（二ノ宮知子）
- BET.（山崎童々）
- ヘルタースケルター（岡崎京子）
- 本日の猫事情（いわみちさくら）
- my dear life（桜沢エリカ）
- メイキン・ハッピィ（桜沢エリカ）
- 目を閉じて抱いて（内田春菊）
- 満月の夜（原田梨花）
- みちゆき（安堂維子里）※コミックスでは「雪女幻想 みちゆき篇」に改題
- めめんと森（ふみふみこ）
- モテかわ☆ハピネス（青木光恵）
- モンキー・パトロール（有間しのぶ）
- ユア・マイ・サン（茜田千）： - 2021年2月号[30] ※読み切りから連載化[30]
- 夢の温度（南Q太）
- ライジングガール!―人見絹枝物語（比古地朔弥）
- 私たちが恋する理由（ma2）：2020年6月号[12] - →『LINEマンガ』へ移籍[31]

## 発行部数
- 2003年9月1日 - 2004年8月31日、72,458部[32]
- 2004年9月 - 2005年8月、68,396部[32]
- 2005年9月1日 - 2006年8月31日、64,167部[32]
- 2006年9月1日 - 2007年8月31日、57,333部[32]
- 2007年10月1日 - 2008年9月30日、47,642部[32]
- 2008年10月1日 - 2009年9月30日、42,542部[32]
- 2009年10月1日 - 2010年9月30日、37,642部[32]
- 2010年10月1日 - 2011年9月30日、34,234部[32]
- 2011年10月1日 - 2012年9月30日、28,842部[32]
- 2012年10月1日 - 2013年9月30日、25,250部[32]
- 2013年10月1日 - 2014年9月30日、22,475部[32]
- 2014年10月1日 - 2015年9月30日、19,700部[32]
- 2015年10月1日 - 2016年9月30日、18,050部[32]
- 2016年10月1日 - 2017年9月30日、14,458部[32]
- 2017年10月1日 - 2018年9月30日、11,725部[32]
- 2018年10月1日 - 2019年9月30日、8,900部[32]
- 2019年10月1日 - 2020年6月30日、7,733部[32][2]

## 単行本レーベル
初期においてはB6判の『FEEL COMICS』を『FEEL』と共用して発行、内田春菊、岡崎京子、桜沢エリカなどの一部人気作家の作品はA5判の『FEEL COMICS GOLD』から発行していた。『FEEL』休刊後は『FEEL COMICS GOLD』に一本化、現在はGOLDが取れて『FEEL COMICS』となっている。また、同じ祥伝社より発行されているファッション誌連載漫画もこのレーベルより発行されている（井上三太『TOKYO TRIBE2』、矢沢あい『Paradise Kiss』など）。

## 映像化

### アニメ化
| 作品           | 放送年 | アニメーション制作 | 備考 |
| -------------- | ------ | ------------------ | ---- |
| うさぎドロップ | 2011年 | Production I.G     |      |
| 夏雪ランデブー | 2012年 | 動画工房           |      |
| 監督不行届     | 2014年 | DLE                |      |
| 違国日記       | 未公表 | 朱夏               |      |

| 作品       | 放送年 | アニメーション制作 | 備考                  |
| ---------- | ------ | ------------------ | --------------------- |
| 女の園の星 | 2022年 | ラパントラック     | 単行本3巻特装版に付属 |

### 実写化
| 作品                                 | 放送年          | 制作                                                   | 備考                                                               |
| ------------------------------------ | --------------- | ------------------------------------------------------ | ------------------------------------------------------------------ |
| ハッピー・マニア                     | 1998年          | フジテレビ、共同テレビ                                 |                                                                    |
| ゆらゆら                             | 2003年          | BS-i、ドリマックス・テレビジョン                       | オムニバスドラマ『恋する日曜日』内の1作                            |
| サプリ（ドラマ）                     | 2006年          | フジテレビ                                             |                                                                    |
| LOVE MY LIFE                         | 2006年          | トライネットエンタテインメント、タキ・コーポレーション |                                                                    |
| 死化粧師                             | 2007年          | テレビ東京、The icon                                   | タイトルは「死化粧師 エンバーマー 間宮心十郎」                     |
| あなたのことはそれほど               | 2017年          | ドリマックス・テレビジョン、TBSテレビ                  |                                                                    |
| きみが心に棲みついたS                | 2018年          | ドリマックス・テレビジョン、TBSテレビ                  | 原作は前作「きみが心に棲みついた」を含んでクレジットされている     |
| 中学聖日記                           | 2018年          | ドリマックス・テレビジョン、TBSテレビ                  |                                                                    |
| ジェンダーレス男子に愛されています。 | 2021年          | 大映テレビ（協力）                                     | タイトルは「カラフラブル〜ジェンダーレス男子に愛されています。〜」 |
| 婚姻届に判を捺しただけですが         | 2021年          | TBSスパークル、TBS                                     |                                                                    |
| いいね!光源氏くん                    | 2020年（第1期） | NHK、テイク・ファイブ                                  |                                                                    |
| いいね!光源氏くん                    | 2021年（第2期） | NHK、テイク・ファイブ                                  |                                                                    |
| かしましめし                         | 2023年          | テレビ東京、ホリプロ                                   |                                                                    |
| こっち向いてよ向井くん               | 2023年          | AX-ON（協力）、ダブ（協力）                            |                                                                    |
| やわ男とカタ子                       | 2023年          | テレビ東京、松竹                                       |                                                                    |
| ムサシノ輪舞曲                       | 2025年          | テレビ朝日、ストームレーベルズ、MMJ（協力）            |                                                                    |

| 作品                 | 放送年 | 制作                                   | 備考 |
| -------------------- | ------ | -------------------------------------- | ---- |
| 午前3時の無法地帯    | 2013年 | マッチポイント、BeeTV                  |      |
| 地獄のガールフレンド | 2019年 | アクシーズ（協力）、アズバーズ（協力） |      |

| 作品                         | 放送年 | 配給                       | 備考                                       |
| ---------------------------- | ------ | -------------------------- | ------------------------------------------ |
| 目を閉じて抱いて             | 1996年 | 東北新社                   |                                            |
| さよならみどりちゃん         | 2005年 | スローラーナー             |                                            |
| 天使                         | 2006年 | 松竹                       |                                            |
| strawberry shortcakes        | 2006年 | アップリンク、コムストック | タイトルは「ストロベリーショートケイクス」 |
| コンナオトナノオンナノコ     | 2007年 | アムモ                     |                                            |
| 本日の猫事情                 | 2007年 | ジョリー・ロジャー         |                                            |
| 愛しあう事しかできない       | 2008年 | ミューズ・プランニング     |                                            |
| うさぎドロップ               | 2011年 | ショウゲート               |                                            |
| 東京無印女子物語             | 2012年 | ベストブレーン             |                                            |
| ヘルタースケルター           | 2012年 | アスミック・エース         |                                            |
| 出逢いが足りない私たち       | 2013年 | BEAGLE                     |                                            |
| 最近、蝶々は…                | 2014年 | コスタエスト               |                                            |
| ピース オブ ケイク           | 2015年 | ショウゲート               |                                            |
| アヤメくんののんびり肉食日誌 | 2017年 | ホリプロ、スターキャット   |                                            |
| ずっと独身でいるつもり?      | 2021年 | 日活                       | コミカライズの実写映画化                   |
| 違国日記                     | 2024年 | 東京テアトル、ショウゲート |                                            |

- 掲載媒体を変更後に実写映画化された作品に「新・花のあすか組!」がある。
- 出版社を変更後にテレビドラマ化された作品に「私たちが恋する理由」がある。

## FEEL YOUNG増刊SALADA
『FEEL SALADA』はFEEL YOUNGの増刊という扱いであるが、元々はファッション誌「Zipper」の派生誌「Zipper comic」として2001年に創刊されていた。同誌休刊後、連載されていた一部の作品は後述のWebサイトの無料漫画コーナーに移籍された。

## Web媒体

### FC Web
2004年6月にコミックレーベルサイト「フィールコミックス探検隊」が「FC Web」へとリニューアルされ、『すべて無料！＊FC Web Free Comic & Column＊』として無料マンガが掲載されるようになった。その後、サイトは「フィーヤン・ネット」へとリニューアルされたが、無料マンガも『全部無料！ WEBコミック & コラム』として存続した。

#### 主な連載作品
- ラブリー! Part4（桜沢エリカ）
- 新・花のあすか組!（高口里純）
- 地獄のサラミちゃん（朝倉世界一）
- ワイルドハンズWeb版（内田春菊）

### FEEL FREE
2015年11月には新たなWeb漫画サイト「FEEL FREE」が開設された。
2023年5月22日、デジタル誌「FEEL FREE」を創刊。本誌のWebサイト内で掲載していた同名の上記Webマガジンをデジタル誌として復活させたものである。内容は読み切りを掲載。配信は不定期に行われている。

### OUR FEEL
2024年6月6日、本誌を制作する漫画制作会社のシュークリームによる編集部・OUR FEEL編集部が運営するWeb漫画サイト「OUR FEEL」（アワフィール）を開設。毎月第1・第3木曜日更新。テーマは「どんな気持ちも、わたしだけのもの。」で、「多様性に満ちた作品」が電子配信という媒体で掲載される。本レーベルのキャラクターは和山やまが描きおろしている。開設を記念して、イラストレーターのマツオヒロミがお祝いのイラストを寄せている。2025年6月には1周年を記念して、阿賀沢紅茶とマツオヒロミがお祝いイラストを寄稿している。

#### 連載作品
2025年8月7日現在。
- 今日も月夜に君のめし（須賀千夏）：2024年6月6日[35] -
- ねんねんころころ（花原史樹）：2024年6月6日[35] - ※ショート連載[35]
- ファッション!!（はるな檸檬）：2024年6月6日[37] - ←『文春オンライン』内「BUNCOMI」[37]
- パペット・イン・ザ・シティ（きよね駿）：2024年6月6日[35] -
- 僕たちが恋する理由（ma2）：2024年6月6日[35] -
- レベル1から考えるお金の話（カレー沢薫）：2024年6月6日[35] -
- ロンロン、沼を知る（nakami）：2024年6月6日[35] - ※ショート連載[35]
- 私たちが恋する理由（ma2）：2024年6月6日[35] - ※『LINEマンガ』の追っかけ連載[35]
- 猫のいるウチ便り（いくえみ綾）：2024年6月20日[38] - ※コミックエッセイ[38]
- 元ヒロイン、モブになる（有生青春）：2024年6月20日[38] -
- モンゴルナイフのお部屋（モンゴルナイフ）：2024年8月15日[39] - ※コラム連載[39]
- Re:Re:Re:プロポーズ（SHIHO）：2024年8月15日[39] -
- ふつうの女の子（蒼井まもる）：2025年1月16日[40] -
- スパダリやめていいですか（明生チナミ）：2025年2月6日[41] -
- たぶんここから始まる恋（ねむようこ）：2025年3月20日[42] -
- 君のクイズ（原作：小川哲、漫画：野田彩子）：2025年4月3日[43] -
- キスより先に誓います（美麻りん）：2025年5月1日[44] - ※不定期[44]
- ウソバミ（三原ミツカズ）：2025年6月19日[45] -
- このままきっと恋の出番（遥海遥）：2025年8月7日[46] -